# 德尼科湖
55°55′43″N 30°27′01″E / 55.92861°N 30.45028°E

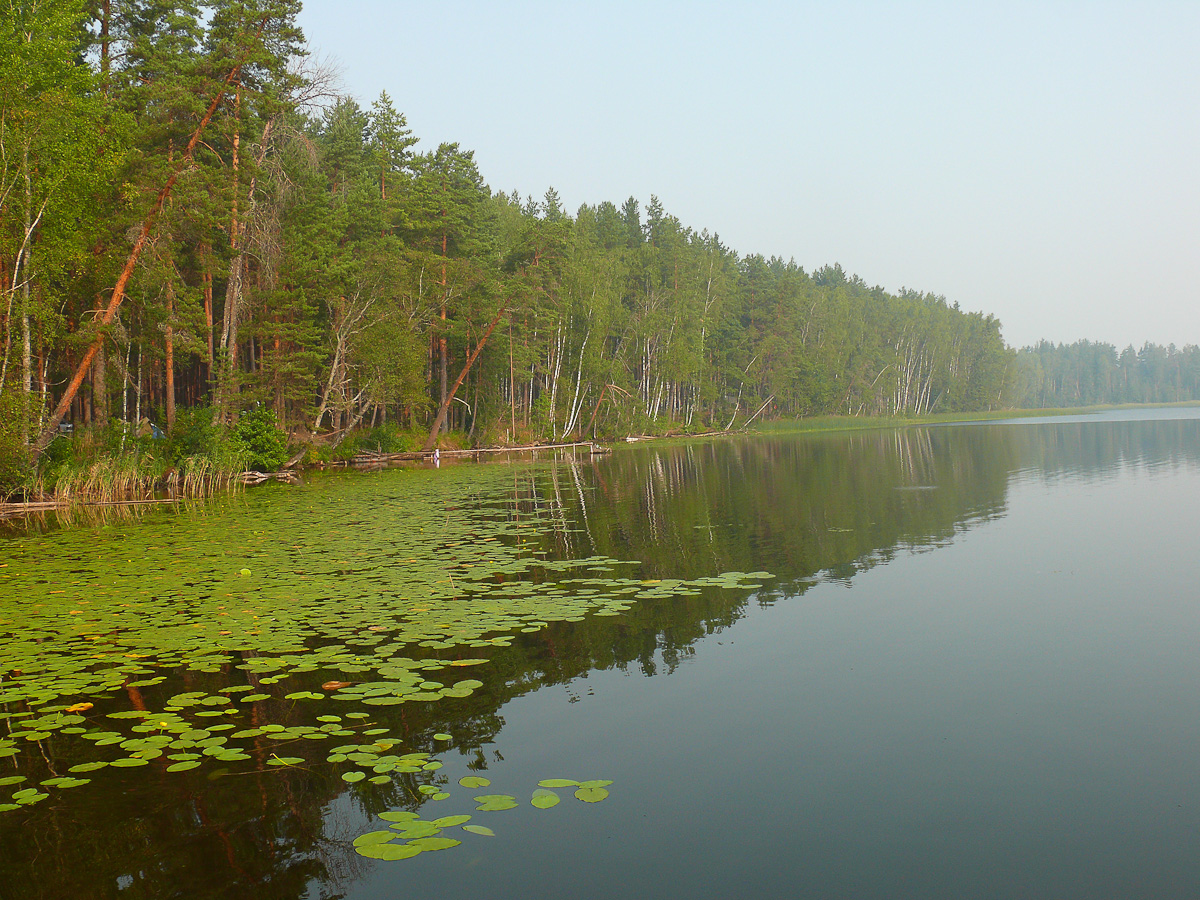

德尼科湖（俄语：Днико），是俄羅斯的湖泊，位於該國西北部，由普斯科夫州負責管轄，處於涅韋爾區，面積5平方公里，集水區面積40.8平方公里，平均水深5米，最大水深9米。